# Tour de Hainan 2018
La 13.ª edición del Tour de Hainan se celebró entre el 23 y el 31 de octubre de 2018 con inicio y final en la ciudad de Danzhou en la isla de Hainan en la República Popular China. El recorrido constó de un total de 9 etapas sobre una distancia total de 1481,4 km.
La carrera hizo parte del circuito UCI Asia Tour 2019 dentro de la categoría 2.HC como primera carrera de dicho circuito y fue ganada por el ciclista italiano Fausto Masnada del equipo Androni Giocattoli-Sidermec. El podio lo completaron, en segundo lugar el suizo Gino Mäder de la selección nacional de su país y en tercer lugar el francés Julien El Fares del equipo Delko Marseille Provence KTM.

## Equipos participantes
Tomaron la partida un total de 20 equipos, de los cuales 7 fueron de categoría Profesional Continental, 12 Continental y la selección nacional de Suiza, quienes conformaron un pelotón de 134 ciclistas de los cuales terminaron 117. Los equipos participantes fueron:
| Equipos continentales profesionales (7)- Bardiani CSF - Delko-Marseille Provence-KTM - Israel Cycling Academy - Nippo-Vini Fantini-Europa Ovini - Team Novo Nordisk - Wilier Triestina-Selle Italia - Androni Giocattoli-Sidermec Equipos continentales (12)- Bennelong-SwissWellness-Cervélo - Bike Aid - Giant - Hengxiang Cycling Team - Mitchelton-BikeExchange - Monkey Town Continental - Ningxia Sports Lottery-Livall - Qinghai Tianyoude - RTS-Monton Racing - Terengganu Cycling Team - Team Ukyo - Vorarlberg-Santic Equipo nacional- Suiza |
| |

## Recorrido
| Etapa     | Fecha     | Recorrido            | type                   | Distancia (km) | Ganador          | Líder           |
| --------- | --------- | -------------------- | ---------------------- | -------------- | ---------------- | --------------- |
| 1.ª etapa | 23 de oct | Danzhou – Danzhou    | etapa llana            | 90             | Jakub Mareczko   | Jakub Mareczko  |
| 2.ª etapa | 24 de oct | Danzhou – Chengmai   | etapa escarpada        | 139,6          | Lucas Carstensen | Dylan Page      |
| 3.ª etapa | 25 de oct | Chengmai – Qionghai  | etapa escarpada        | 231,8          | Manuel Belletti  | Dylan Page      |
| 4.ª etapa | 26 de oct | Qionghai – Wanning   | etapa llana            | 142            | Andrea Guardini  | Dylan Page      |
| 5.ª etapa | 27 de oct | Wanning – Lingshui   | etapa escarpada        | 178,4          | Manuel Belletti  | Manuel Belletti |
| 6.ª etapa | 28 de oct | Lingshui – Wuzhishan | etapa de media montaña | 193,2          | Gino Mäder       | Raymond Kreder  |
| 7.ª etapa | 29 de oct | Wuzhishan – Sanya    | etapa escarpada        | 127,3          | Marco Benfatto   | Raymond Kreder  |
| 8.ª etapa | 30 de oct | Foluo – Changjiang   | etapa de media montaña | 197,2          | Fausto Masnada   | Fausto Masnada  |
| 9.ª etapa | 31 de oct | Changjiang – Danzhou | etapa escarpada        | 181,9          | Simon Pellaud    | Fausto Masnada  |

## Desarrollo de la carrera

### 1.ª etapa
| Danzhou - Danzhou | etapa llana | (90 km) |

| \| Clasificación de la etapa \| Clasificación de la etapa \| Clasificación de la etapa \| Clasificación de la etapa \| Clasificación de la etapa \| \| Ciclista \| Ciclista \| Equipo \| Tiempo \| \| \| ------------------------- \| ------------------------- \| ------------------------------- \| ------------------------- \| ------------------------- \| \| 1.º \| Jakub Mareczko \| Wilier Triestina-Selle Italia \| 2 h 02 min 40 s \| \| \| 2.º \| Dylan Page \| Suiza \| + 0 s \| \| \| 3.º \| Manuel Belletti \| Androni Giocattoli-Sidermec \| + 0 s \| \| \| 4.º \| Jannik Steimle \| Team Vorarlberg-Santic \| + 0 s \| \| \| 5.º \| Imerio Cima \| Nippo-Vini Fantini-Europa Ovini \| + 0 s \| \| \| 6.º \| Marco Benfatto \| Androni Giocattoli-Sidermec \| + 0 s \| \| \| 7.º \| André Looij \| Monkey Town Continental \| + 0 s \| \| \| 8.º \| Raymond Kreder \| Team Ukyo \| + 0 s \| \| \| 9.º \| Mohd Zamri Saleh \| Terengganu Cycling Team \| + 0 s \| \| \| 10.º \| Jérémy Leveau \| Delko-Marseille Provence-KTM \| + 0 s \| \| |                  |                                 |                 |
| |                  |                                 |                 |
| Fuente: ProCyclingStats |                  |                                 |                 |
| Clasificación de la etapa |                  |                                 |                 |
| Ciclista | Ciclista         | Equipo                          | Tiempo          |
| 1.º | Jakub Mareczko   | Wilier Triestina-Selle Italia   | 2 h 02 min 40 s |
| 2.º | Dylan Page       | Suiza                           | + 0 s           |
| 3.º | Manuel Belletti  | Androni Giocattoli-Sidermec     | + 0 s           |
| 4.º | Jannik Steimle   | Team Vorarlberg-Santic          | + 0 s           |
| 5.º | Imerio Cima      | Nippo-Vini Fantini-Europa Ovini | + 0 s           |
| 6.º | Marco Benfatto   | Androni Giocattoli-Sidermec     | + 0 s           |
| 7.º | André Looij      | Monkey Town Continental         | + 0 s           |
| 8.º | Raymond Kreder   | Team Ukyo                       | + 0 s           |
| 9.º | Mohd Zamri Saleh | Terengganu Cycling Team         | + 0 s           |
| 10.º | Jérémy Leveau    | Delko-Marseille Provence-KTM    | + 0 s           |

| \| Clasificación general \| Clasificación general \| Clasificación general \| Clasificación general \| Clasificación general \| \| Ciclista \| Ciclista \| Equipo \| Tiempo \| \| \| --------------------- \| --------------------- \| ------------------------------- \| --------------------- \| --------------------- \| \| 1.º \| Jakub Mareczko \| Wilier Triestina-Selle Italia \| 2 h 02 min 30 s \| \| \| 2.º \| Dylan Page \| Suiza \| + 4 s \| \| \| 3.º \| Manuel Belletti \| Androni Giocattoli-Sidermec \| + 6 s \| \| \| 4.º \| Zheng Zhang \| Hengxiang Cycling Team \| + 7 s \| \| \| 5.º \| Ivar Slik \| Monkey Town Continental \| + 8 s \| \| \| 6.º \| Yikui Niu \| Mitchelton-BikeExchange \| + 9 s \| \| \| 7.º \| Jannik Steimle \| Team Vorarlberg-Santic \| + 10 s \| \| \| 8.º \| Imerio Cima \| Nippo-Vini Fantini-Europa Ovini \| + 10 s \| \| \| 9.º \| Marco Benfatto \| Androni Giocattoli-Sidermec \| + 10 s \| \| \| 10.º \| André Looij \| Monkey Town Continental \| + 10 s \| \| |                 |                                 |                 |
| |                 |                                 |                 |
| Fuente: ProCyclingStats |                 |                                 |                 |
| Clasificación general |                 |                                 |                 |
| Ciclista | Ciclista        | Equipo                          | Tiempo          |
| 1.º | Jakub Mareczko  | Wilier Triestina-Selle Italia   | 2 h 02 min 30 s |
| 2.º | Dylan Page      | Suiza                           | + 4 s           |
| 3.º | Manuel Belletti | Androni Giocattoli-Sidermec     | + 6 s           |
| 4.º | Zheng Zhang     | Hengxiang Cycling Team          | + 7 s           |
| 5.º | Ivar Slik       | Monkey Town Continental         | + 8 s           |
| 6.º | Yikui Niu       | Mitchelton-BikeExchange         | + 9 s           |
| 7.º | Jannik Steimle  | Team Vorarlberg-Santic          | + 10 s          |
| 8.º | Imerio Cima     | Nippo-Vini Fantini-Europa Ovini | + 10 s          |
| 9.º | Marco Benfatto  | Androni Giocattoli-Sidermec     | + 10 s          |
| 10.º | André Looij     | Monkey Town Continental         | + 10 s          |

### 2.ª etapa
| Danzhou - Chengmai | etapa escarpada | (139,6 km) |

| \| Clasificación de la etapa \| Clasificación de la etapa \| Clasificación de la etapa \| Clasificación de la etapa \| Clasificación de la etapa \| \| Ciclista \| Ciclista \| Equipo \| Tiempo \| \| \| ------------------------- \| ------------------------- \| ------------------------------- \| ------------------------- \| ------------------------- \| \| 1.º \| Lucas Carstensen \| Bike Aid \| 3 h 05 min 51 s \| \| \| 2.º \| Dylan Page \| Suiza \| + 0 s \| \| \| 3.º \| Raymond Kreder \| Team Ukyo \| + 0 s \| \| \| 4.º \| Andrea Guardini \| Bardiani CSF \| + 0 s \| \| \| 5.º \| Brenton Jones \| Delko-Marseille Provence-KTM \| + 0 s \| \| \| 6.º \| Marco Benfatto \| Androni Giocattoli-Sidermec \| + 0 s \| \| \| 7.º \| Jannik Steimle \| Team Vorarlberg-Santic \| + 0 s \| \| \| 8.º \| Imerio Cima \| Nippo-Vini Fantini-Europa Ovini \| + 0 s \| \| \| 9.º \| Guillaume Boivin \| Israel Cycling Academy \| + 0 s \| \| \| 10.º \| Joeri Stallaert \| Team Vorarlberg-Santic \| + 0 s \| \| |                  |                                 |                 |
| |                  |                                 |                 |
| Fuente: ProCyclingStats |                  |                                 |                 |
| Clasificación de la etapa |                  |                                 |                 |
| Ciclista | Ciclista         | Equipo                          | Tiempo          |
| 1.º | Lucas Carstensen | Bike Aid                        | 3 h 05 min 51 s |
| 2.º | Dylan Page       | Suiza                           | + 0 s           |
| 3.º | Raymond Kreder   | Team Ukyo                       | + 0 s           |
| 4.º | Andrea Guardini  | Bardiani CSF                    | + 0 s           |
| 5.º | Brenton Jones    | Delko-Marseille Provence-KTM    | + 0 s           |
| 6.º | Marco Benfatto   | Androni Giocattoli-Sidermec     | + 0 s           |
| 7.º | Jannik Steimle   | Team Vorarlberg-Santic          | + 0 s           |
| 8.º | Imerio Cima      | Nippo-Vini Fantini-Europa Ovini | + 0 s           |
| 9.º | Guillaume Boivin | Israel Cycling Academy          | + 0 s           |
| 10.º | Joeri Stallaert  | Team Vorarlberg-Santic          | + 0 s           |

| \| Clasificación general \| Clasificación general \| Clasificación general \| Clasificación general \| Clasificación general \| \| Ciclista \| Ciclista \| Equipo \| Tiempo \| \| \| --------------------- \| --------------------- \| --------------------------- \| --------------------- \| --------------------- \| \| 1.º \| Dylan Page \| Suiza \| 5 h 08 min 19 s \| \| \| 2.º \| Lucas Carstensen \| Bike Aid \| + 2 s \| \| \| 3.º \| Raymond Kreder \| Team Ukyo \| + 8 s \| \| \| 4.º \| Manuel Belletti \| Androni Giocattoli-Sidermec \| + 8 s \| \| \| 5.º \| Zheng Zhang \| Hengxiang Cycling Team \| + 9 s \| \| \| 6.º \| Fausto Masnada \| Androni Giocattoli-Sidermec \| + 9 s \| \| \| 7.º \| Patrick Schelling \| Team Vorarlberg-Santic \| + 9 s \| \| \| 8.º \| Peter Schulting \| Monkey Town Continental \| + 10 s \| \| \| 9.º \| Ivar Slik \| Monkey Town Continental \| + 10 s \| \| \| 10.º \| Luca Wackermann \| Bardiani CSF \| + 11 s \| \| |                   |                             |                 |
| |                   |                             |                 |
| Fuente: ProCyclingStats |                   |                             |                 |
| Clasificación general |                   |                             |                 |
| Ciclista | Ciclista          | Equipo                      | Tiempo          |
| 1.º | Dylan Page        | Suiza                       | 5 h 08 min 19 s |
| 2.º | Lucas Carstensen  | Bike Aid                    | + 2 s           |
| 3.º | Raymond Kreder    | Team Ukyo                   | + 8 s           |
| 4.º | Manuel Belletti   | Androni Giocattoli-Sidermec | + 8 s           |
| 5.º | Zheng Zhang       | Hengxiang Cycling Team      | + 9 s           |
| 6.º | Fausto Masnada    | Androni Giocattoli-Sidermec | + 9 s           |
| 7.º | Patrick Schelling | Team Vorarlberg-Santic      | + 9 s           |
| 8.º | Peter Schulting   | Monkey Town Continental     | + 10 s          |
| 9.º | Ivar Slik         | Monkey Town Continental     | + 10 s          |
| 10.º | Luca Wackermann   | Bardiani CSF                | + 11 s          |

### 3.ª etapa
| Chengmai - Qionghai | etapa escarpada | (231,8 km) |

| \| Clasificación de la etapa \| Clasificación de la etapa \| Clasificación de la etapa \| Clasificación de la etapa \| Clasificación de la etapa \| \| Ciclista \| Ciclista \| Equipo \| Tiempo \| \| \| ------------------------- \| ------------------------- \| ------------------------------- \| ------------------------- \| ------------------------- \| \| 1.º \| Manuel Belletti \| Androni Giocattoli-Sidermec \| 5 h 45 min 48 s \| \| \| 2.º \| Raymond Kreder \| Team Ukyo \| + 0 s \| \| \| 3.º \| Dylan Page \| Suiza \| + 0 s \| \| \| 4.º \| Jakub Mareczko \| Wilier Triestina-Selle Italia \| + 0 s \| \| \| 5.º \| Andrea Guardini \| Bardiani CSF \| + 0 s \| \| \| 6.º \| Marco Benfatto \| Androni Giocattoli-Sidermec \| + 0 s \| \| \| 7.º \| Imerio Cima \| Nippo-Vini Fantini-Europa Ovini \| + 0 s \| \| \| 8.º \| André Looij \| Monkey Town Continental \| + 0 s \| \| \| 9.º \| Jannik Steimle \| Team Vorarlberg-Santic \| + 0 s \| \| \| 10.º \| Zheng Zhang \| Hengxiang Cycling Team \| + 0 s \| \| |                 |                                 |                 |
| |                 |                                 |                 |
| Fuente: ProCyclingStats |                 |                                 |                 |
| Clasificación de la etapa |                 |                                 |                 |
| Ciclista | Ciclista        | Equipo                          | Tiempo          |
| 1.º | Manuel Belletti | Androni Giocattoli-Sidermec     | 5 h 45 min 48 s |
| 2.º | Raymond Kreder  | Team Ukyo                       | + 0 s           |
| 3.º | Dylan Page      | Suiza                           | + 0 s           |
| 4.º | Jakub Mareczko  | Wilier Triestina-Selle Italia   | + 0 s           |
| 5.º | Andrea Guardini | Bardiani CSF                    | + 0 s           |
| 6.º | Marco Benfatto  | Androni Giocattoli-Sidermec     | + 0 s           |
| 7.º | Imerio Cima     | Nippo-Vini Fantini-Europa Ovini | + 0 s           |
| 8.º | André Looij     | Monkey Town Continental         | + 0 s           |
| 9.º | Jannik Steimle  | Team Vorarlberg-Santic          | + 0 s           |
| 10.º | Zheng Zhang     | Hengxiang Cycling Team          | + 0 s           |

| \| Clasificación general \| Clasificación general \| Clasificación general \| Clasificación general \| Clasificación general \| \| Ciclista \| Ciclista \| Equipo \| Tiempo \| \| \| --------------------- \| ---------------------------- \| --------------------------- \| --------------------- \| --------------------- \| \| 1.º \| Dylan Page \| Suiza \| 10 h 54 min 03 s \| \| \| 2.º \| Manuel Belletti \| Androni Giocattoli-Sidermec \| + 2 s \| \| \| 3.º \| Raymond Kreder \| Team Ukyo \| + 6 s \| \| \| 4.º \| Lucas Carstensen \| Bike Aid \| + 6 s \| \| \| 5.º \| Tyler Williams \| Israel Cycling Academy \| + 8 s \| \| \| 6.º \| Nur Amirul Fakhruddin Mazuki \| Terengganu Cycling Team \| + 9 s \| \| \| 7.º \| Zheng Zhang \| Hengxiang Cycling Team \| + 13 s \| \| \| 8.º \| Fausto Masnada \| Androni Giocattoli-Sidermec \| + 13 s \| \| \| 9.º \| Patrick Schelling \| Team Vorarlberg-Santic \| + 13 s \| \| \| 10.º \| Ivar Slik \| Monkey Town Continental \| + 14 s \| \| |                              |                             |                  |
| |                              |                             |                  |
| Fuente: ProCyclingStats |                              |                             |                  |
| Clasificación general |                              |                             |                  |
| Ciclista | Ciclista                     | Equipo                      | Tiempo           |
| 1.º | Dylan Page                   | Suiza                       | 10 h 54 min 03 s |
| 2.º | Manuel Belletti              | Androni Giocattoli-Sidermec | + 2 s            |
| 3.º | Raymond Kreder               | Team Ukyo                   | + 6 s            |
| 4.º | Lucas Carstensen             | Bike Aid                    | + 6 s            |
| 5.º | Tyler Williams               | Israel Cycling Academy      | + 8 s            |
| 6.º | Nur Amirul Fakhruddin Mazuki | Terengganu Cycling Team     | + 9 s            |
| 7.º | Zheng Zhang                  | Hengxiang Cycling Team      | + 13 s           |
| 8.º | Fausto Masnada               | Androni Giocattoli-Sidermec | + 13 s           |
| 9.º | Patrick Schelling            | Team Vorarlberg-Santic      | + 13 s           |
| 10.º | Ivar Slik                    | Monkey Town Continental     | + 14 s           |

### 4.ª etapa
| Qionghai - Wanning | etapa llana | (142 km) |

| \| Clasificación de la etapa \| Clasificación de la etapa \| Clasificación de la etapa \| Clasificación de la etapa \| Clasificación de la etapa \| \| Ciclista \| Ciclista \| Equipo \| Tiempo \| \| \| ------------------------- \| ------------------------- \| ------------------------------- \| ------------------------- \| ------------------------- \| \| 1.º \| Andrea Guardini \| Bardiani CSF \| 3 h 22 min 43 s \| \| \| 2.º \| Davide Ballerini \| Androni Giocattoli-Sidermec \| + 0 s \| \| \| 3.º \| André Looij \| Monkey Town Continental \| + 0 s \| \| \| 4.º \| Lucas Carstensen \| Bike Aid \| + 0 s \| \| \| 5.º \| Raymond Kreder \| Team Ukyo \| + 0 s \| \| \| 6.º \| Jannik Steimle \| Team Vorarlberg-Santic \| + 0 s \| \| \| 7.º \| Anthony Giacoppo \| Bennelong-SwissWellness-Cervélo \| + 0 s \| \| \| 8.º \| Manuel Belletti \| Androni Giocattoli-Sidermec \| + 0 s \| \| \| 9.º \| Dylan Page \| Suiza \| + 0 s \| \| \| 10.º \| Imerio Cima \| Nippo-Vini Fantini-Europa Ovini \| + 0 s \| \| |                  |                                 |                 |
| |                  |                                 |                 |
| Fuente: ProCyclingStats |                  |                                 |                 |
| Clasificación de la etapa |                  |                                 |                 |
| Ciclista | Ciclista         | Equipo                          | Tiempo          |
| 1.º | Andrea Guardini  | Bardiani CSF                    | 3 h 22 min 43 s |
| 2.º | Davide Ballerini | Androni Giocattoli-Sidermec     | + 0 s           |
| 3.º | André Looij      | Monkey Town Continental         | + 0 s           |
| 4.º | Lucas Carstensen | Bike Aid                        | + 0 s           |
| 5.º | Raymond Kreder   | Team Ukyo                       | + 0 s           |
| 6.º | Jannik Steimle   | Team Vorarlberg-Santic          | + 0 s           |
| 7.º | Anthony Giacoppo | Bennelong-SwissWellness-Cervélo | + 0 s           |
| 8.º | Manuel Belletti  | Androni Giocattoli-Sidermec     | + 0 s           |
| 9.º | Dylan Page       | Suiza                           | + 0 s           |
| 10.º | Imerio Cima      | Nippo-Vini Fantini-Europa Ovini | + 0 s           |

| \| Clasificación general \| Clasificación general \| Clasificación general \| Clasificación general \| Clasificación general \| \| Ciclista \| Ciclista \| Equipo \| Tiempo \| \| \| --------------------- \| ---------------------------- \| --------------------------- \| --------------------- \| --------------------- \| \| 1.º \| Dylan Page \| Suiza \| 14 h 16 min 46 s \| \| \| 2.º \| Manuel Belletti \| Androni Giocattoli-Sidermec \| + 2 s \| \| \| 3.º \| Raymond Kreder \| Team Ukyo \| + 6 s \| \| \| 4.º \| Andrea Guardini \| Bardiani CSF \| + 6 s \| \| \| 5.º \| Lucas Carstensen \| Bike Aid \| + 6 s \| \| \| 6.º \| Zheng Zhang \| Hengxiang Cycling Team \| + 8 s \| \| \| 7.º \| Tyler Williams \| Israel Cycling Academy \| + 8 s \| \| \| 8.º \| Nur Amirul Fakhruddin Mazuki \| Terengganu Cycling Team \| + 9 s \| \| \| 9.º \| Davide Ballerini \| Androni Giocattoli-Sidermec \| + 10 s \| \| \| 10.º \| Yikui Niu \| Mitchelton-BikeExchange \| + 10 s \| \| |                              |                             |                  |
| |                              |                             |                  |
| Fuente: ProCyclingStats |                              |                             |                  |
| Clasificación general |                              |                             |                  |
| Ciclista | Ciclista                     | Equipo                      | Tiempo           |
| 1.º | Dylan Page                   | Suiza                       | 14 h 16 min 46 s |
| 2.º | Manuel Belletti              | Androni Giocattoli-Sidermec | + 2 s            |
| 3.º | Raymond Kreder               | Team Ukyo                   | + 6 s            |
| 4.º | Andrea Guardini              | Bardiani CSF                | + 6 s            |
| 5.º | Lucas Carstensen             | Bike Aid                    | + 6 s            |
| 6.º | Zheng Zhang                  | Hengxiang Cycling Team      | + 8 s            |
| 7.º | Tyler Williams               | Israel Cycling Academy      | + 8 s            |
| 8.º | Nur Amirul Fakhruddin Mazuki | Terengganu Cycling Team     | + 9 s            |
| 9.º | Davide Ballerini             | Androni Giocattoli-Sidermec | + 10 s           |
| 10.º | Yikui Niu                    | Mitchelton-BikeExchange     | + 10 s           |

### 5.ª etapa
| Wanning - Lingshui | etapa escarpada | (178,4 km) |

| \| Clasificación de la etapa \| Clasificación de la etapa \| Clasificación de la etapa \| Clasificación de la etapa \| Clasificación de la etapa \| \| Ciclista \| Ciclista \| Equipo \| Tiempo \| \| \| ------------------------- \| ------------------------- \| ------------------------------- \| ------------------------- \| ------------------------- \| \| 1.º \| Manuel Belletti \| Androni Giocattoli-Sidermec \| 4 h 09 min 07 s \| \| \| 2.º \| Jannik Steimle \| Team Vorarlberg-Santic \| + 0 s \| \| \| 3.º \| Raymond Kreder \| Team Ukyo \| + 0 s \| \| \| 4.º \| Geórgios Boúglas \| Ningxia Sports Lottery-Livall \| + 0 s \| \| \| 5.º \| Fabian Lienhard \| Suiza \| + 0 s \| \| \| 6.º \| Luca Pacioni \| Wilier Triestina-Selle Italia \| + 0 s \| \| \| 7.º \| Imerio Cima \| Nippo-Vini Fantini-Europa Ovini \| + 0 s \| \| \| 8.º \| Mirco Maestri \| Bardiani CSF \| + 0 s \| \| \| 9.º \| Ivar Slik \| Monkey Town Continental \| + 0 s \| \| \| 10.º \| Alessandro Fedeli \| Delko-Marseille Provence-KTM \| + 0 s \| \| |                   |                                 |                 |
| |                   |                                 |                 |
| Fuente: ProCyclingStats |                   |                                 |                 |
| Clasificación de la etapa |                   |                                 |                 |
| Ciclista | Ciclista          | Equipo                          | Tiempo          |
| 1.º | Manuel Belletti   | Androni Giocattoli-Sidermec     | 4 h 09 min 07 s |
| 2.º | Jannik Steimle    | Team Vorarlberg-Santic          | + 0 s           |
| 3.º | Raymond Kreder    | Team Ukyo                       | + 0 s           |
| 4.º | Geórgios Boúglas  | Ningxia Sports Lottery-Livall   | + 0 s           |
| 5.º | Fabian Lienhard   | Suiza                           | + 0 s           |
| 6.º | Luca Pacioni      | Wilier Triestina-Selle Italia   | + 0 s           |
| 7.º | Imerio Cima       | Nippo-Vini Fantini-Europa Ovini | + 0 s           |
| 8.º | Mirco Maestri     | Bardiani CSF                    | + 0 s           |
| 9.º | Ivar Slik         | Monkey Town Continental         | + 0 s           |
| 10.º | Alessandro Fedeli | Delko-Marseille Provence-KTM    | + 0 s           |

| \| Clasificación general \| Clasificación general \| Clasificación general \| Clasificación general \| Clasificación general \| \| Ciclista \| Ciclista \| Equipo \| Tiempo \| \| \| --------------------- \| ---------------------------- \| ---------------------------- \| --------------------- \| --------------------- \| \| 1.º \| Manuel Belletti \| Androni Giocattoli-Sidermec \| 18 h 25 min 45 s \| \| \| 2.º \| Raymond Kreder \| Team Ukyo \| + 7 s \| \| \| 3.º \| Davide Ballerini \| Androni Giocattoli-Sidermec \| + 17 s \| \| \| 4.º \| Nur Amirul Fakhruddin Mazuki \| Terengganu Cycling Team \| + 17 s \| \| \| 5.º \| Jannik Steimle \| Team Vorarlberg-Santic \| + 18 s \| \| \| 6.º \| Fausto Masnada \| Androni Giocattoli-Sidermec \| + 21 s \| \| \| 7.º \| Patrick Schelling \| Team Vorarlberg-Santic \| + 21 s \| \| \| 8.º \| Liu Jianpeng \| Hengxiang Cycling Team \| + 21 s \| \| \| 9.º \| Julien El Fares \| Delko-Marseille Provence-KTM \| + 22 s \| \| \| 10.º \| Mirco Maestri \| Bardiani CSF \| + 22 s \| \| |                              |                              |                  |
| |                              |                              |                  |
| Fuente: ProCyclingStats |                              |                              |                  |
| Clasificación general |                              |                              |                  |
| Ciclista | Ciclista                     | Equipo                       | Tiempo           |
| 1.º | Manuel Belletti              | Androni Giocattoli-Sidermec  | 18 h 25 min 45 s |
| 2.º | Raymond Kreder               | Team Ukyo                    | + 7 s            |
| 3.º | Davide Ballerini             | Androni Giocattoli-Sidermec  | + 17 s           |
| 4.º | Nur Amirul Fakhruddin Mazuki | Terengganu Cycling Team      | + 17 s           |
| 5.º | Jannik Steimle               | Team Vorarlberg-Santic       | + 18 s           |
| 6.º | Fausto Masnada               | Androni Giocattoli-Sidermec  | + 21 s           |
| 7.º | Patrick Schelling            | Team Vorarlberg-Santic       | + 21 s           |
| 8.º | Liu Jianpeng                 | Hengxiang Cycling Team       | + 21 s           |
| 9.º | Julien El Fares              | Delko-Marseille Provence-KTM | + 22 s           |
| 10.º | Mirco Maestri                | Bardiani CSF                 | + 22 s           |

### 6.ª etapa
| Lingshui - Wuzhishan | etapa de media montaña | (193,2 km) |

| \| Clasificación de la etapa \| Clasificación de la etapa \| Clasificación de la etapa \| Clasificación de la etapa \| Clasificación de la etapa \| \| Ciclista \| Ciclista \| Equipo \| Tiempo \| \| \| ------------------------- \| ------------------------- \| ----------------------------- \| ------------------------- \| ------------------------- \| \| 1.º \| Gino Mäder \| Suiza \| 5 h 02 min 27 s \| \| \| 2.º \| Guillaume Boivin \| Israel Cycling Academy \| + 0 s \| \| \| 3.º \| Lorenzo Rota \| Bardiani CSF \| + 0 s \| \| \| 4.º \| Julien El Fares \| Delko-Marseille Provence-KTM \| + 0 s \| \| \| 5.º \| Raymond Kreder \| Team Ukyo \| + 0 s \| \| \| 6.º \| Davide Orrico \| Team Vorarlberg-Santic \| + 0 s \| \| \| 7.º \| Simone Velasco \| Wilier Triestina-Selle Italia \| + 0 s \| \| \| 8.º \| Fausto Masnada \| Androni Giocattoli-Sidermec \| + 0 s \| \| \| 9.º \| Rodrigo Araque \| Team Ukyo \| + 0 s \| \| \| 10.º \| Patrick Schelling \| Team Vorarlberg-Santic \| + 0 s \| \| |                   |                               |                 |
| |                   |                               |                 |
| Fuente: ProCyclingStats |                   |                               |                 |
| Clasificación de la etapa |                   |                               |                 |
| Ciclista | Ciclista          | Equipo                        | Tiempo          |
| 1.º | Gino Mäder        | Suiza                         | 5 h 02 min 27 s |
| 2.º | Guillaume Boivin  | Israel Cycling Academy        | + 0 s           |
| 3.º | Lorenzo Rota      | Bardiani CSF                  | + 0 s           |
| 4.º | Julien El Fares   | Delko-Marseille Provence-KTM  | + 0 s           |
| 5.º | Raymond Kreder    | Team Ukyo                     | + 0 s           |
| 6.º | Davide Orrico     | Team Vorarlberg-Santic        | + 0 s           |
| 7.º | Simone Velasco    | Wilier Triestina-Selle Italia | + 0 s           |
| 8.º | Fausto Masnada    | Androni Giocattoli-Sidermec   | + 0 s           |
| 9.º | Rodrigo Araque    | Team Ukyo                     | + 0 s           |
| 10.º | Patrick Schelling | Team Vorarlberg-Santic        | + 0 s           |

| \| Clasificación general \| Clasificación general \| Clasificación general \| Clasificación general \| Clasificación general \| \| Ciclista \| Ciclista \| Equipo \| Tiempo \| \| \| --------------------- \| --------------------- \| ----------------------------- \| --------------------- \| --------------------- \| \| 1.º \| Raymond Kreder \| Team Ukyo \| 23 h 28 min 19 s \| \| \| 2.º \| Gino Mäder \| Suiza \| + 7 s \| \| \| 3.º \| Guillaume Boivin \| Israel Cycling Academy \| + 11 s \| \| \| 4.º \| Lorenzo Rota \| Bardiani CSF \| + 13 s \| \| \| 5.º \| Fausto Masnada \| Androni Giocattoli-Sidermec \| + 14 s \| \| \| 6.º \| Patrick Schelling \| Team Vorarlberg-Santic \| + 14 s \| \| \| 7.º \| Julien El Fares \| Delko-Marseille Provence-KTM \| + 15 s \| \| \| 8.º \| Simone Velasco \| Wilier Triestina-Selle Italia \| + 17 s \| \| \| 9.º \| Benjamín Prades \| Team Ukyo \| + 17 s \| \| \| 10.º \| Davide Orrico \| Team Vorarlberg-Santic \| + 17 s \| \| |                   |                               |                  |
| |                   |                               |                  |
| Fuente: ProCyclingStats |                   |                               |                  |
| Clasificación general |                   |                               |                  |
| Ciclista | Ciclista          | Equipo                        | Tiempo           |
| 1.º | Raymond Kreder    | Team Ukyo                     | 23 h 28 min 19 s |
| 2.º | Gino Mäder        | Suiza                         | + 7 s            |
| 3.º | Guillaume Boivin  | Israel Cycling Academy        | + 11 s           |
| 4.º | Lorenzo Rota      | Bardiani CSF                  | + 13 s           |
| 5.º | Fausto Masnada    | Androni Giocattoli-Sidermec   | + 14 s           |
| 6.º | Patrick Schelling | Team Vorarlberg-Santic        | + 14 s           |
| 7.º | Julien El Fares   | Delko-Marseille Provence-KTM  | + 15 s           |
| 8.º | Simone Velasco    | Wilier Triestina-Selle Italia | + 17 s           |
| 9.º | Benjamín Prades   | Team Ukyo                     | + 17 s           |
| 10.º | Davide Orrico     | Team Vorarlberg-Santic        | + 17 s           |

### 7.ª etapa
| Wuzhishan - Sanya | etapa escarpada | (127,3 km) |

| \| Clasificación de la etapa \| Clasificación de la etapa \| Clasificación de la etapa \| Clasificación de la etapa \| Clasificación de la etapa \| \| Ciclista \| Ciclista \| Equipo \| Tiempo \| \| \| ------------------------- \| ------------------------- \| ------------------------------- \| ------------------------- \| ------------------------- \| \| 1.º \| Marco Benfatto \| Androni Giocattoli-Sidermec \| 2 h 52 min 53 s \| \| \| 2.º \| Imerio Cima \| Nippo-Vini Fantini-Europa Ovini \| + 0 s \| \| \| 3.º \| Andrea Guardini \| Bardiani CSF \| + 0 s \| \| \| 4.º \| Manuel Belletti \| Androni Giocattoli-Sidermec \| + 0 s \| \| \| 5.º \| Raymond Kreder \| Team Ukyo \| + 0 s \| \| \| 6.º \| Itamar Einhorn \| Israel Cycling Academy \| + 0 s \| \| \| 7.º \| André Looij \| Monkey Town Continental \| + 0 s \| \| \| 8.º \| Dylan Page \| Suiza \| + 0 s \| \| \| 9.º \| Jannik Steimle \| Team Vorarlberg-Santic \| + 0 s \| \| \| 10.º \| Alessandro Fedeli \| Delko-Marseille Provence-KTM \| + 0 s \| \| |                   |                                 |                 |
| |                   |                                 |                 |
| Fuente: ProCyclingStats |                   |                                 |                 |
| Clasificación de la etapa |                   |                                 |                 |
| Ciclista | Ciclista          | Equipo                          | Tiempo          |
| 1.º | Marco Benfatto    | Androni Giocattoli-Sidermec     | 2 h 52 min 53 s |
| 2.º | Imerio Cima       | Nippo-Vini Fantini-Europa Ovini | + 0 s           |
| 3.º | Andrea Guardini   | Bardiani CSF                    | + 0 s           |
| 4.º | Manuel Belletti   | Androni Giocattoli-Sidermec     | + 0 s           |
| 5.º | Raymond Kreder    | Team Ukyo                       | + 0 s           |
| 6.º | Itamar Einhorn    | Israel Cycling Academy          | + 0 s           |
| 7.º | André Looij       | Monkey Town Continental         | + 0 s           |
| 8.º | Dylan Page        | Suiza                           | + 0 s           |
| 9.º | Jannik Steimle    | Team Vorarlberg-Santic          | + 0 s           |
| 10.º | Alessandro Fedeli | Delko-Marseille Provence-KTM    | + 0 s           |

| \| Clasificación general \| Clasificación general \| Clasificación general \| Clasificación general \| Clasificación general \| \| Ciclista \| Ciclista \| Equipo \| Tiempo \| \| \| --------------------- \| --------------------- \| ----------------------------- \| --------------------- \| --------------------- \| \| 1.º \| Raymond Kreder \| Team Ukyo \| 26 h 21 min 12 s \| \| \| 2.º \| Gino Mäder \| Suiza \| + 7 s \| \| \| 3.º \| Guillaume Boivin \| Israel Cycling Academy \| + 11 s \| \| \| 4.º \| Julien El Fares \| Delko-Marseille Provence-KTM \| + 12 s \| \| \| 5.º \| Lorenzo Rota \| Bardiani CSF \| + 13 s \| \| \| 6.º \| Fausto Masnada \| Androni Giocattoli-Sidermec \| + 14 s \| \| \| 7.º \| Patrick Schelling \| Team Vorarlberg-Santic \| + 14 s \| \| \| 8.º \| Simone Velasco \| Wilier Triestina-Selle Italia \| + 17 s \| \| \| 9.º \| Benjamín Prades \| Team Ukyo \| + 17 s \| \| \| 10.º \| Gordian Banzer \| Suiza \| + 17 s \| \| |                   |                               |                  |
| |                   |                               |                  |
| Fuente: ProCyclingStats |                   |                               |                  |
| Clasificación general |                   |                               |                  |
| Ciclista | Ciclista          | Equipo                        | Tiempo           |
| 1.º | Raymond Kreder    | Team Ukyo                     | 26 h 21 min 12 s |
| 2.º | Gino Mäder        | Suiza                         | + 7 s            |
| 3.º | Guillaume Boivin  | Israel Cycling Academy        | + 11 s           |
| 4.º | Julien El Fares   | Delko-Marseille Provence-KTM  | + 12 s           |
| 5.º | Lorenzo Rota      | Bardiani CSF                  | + 13 s           |
| 6.º | Fausto Masnada    | Androni Giocattoli-Sidermec   | + 14 s           |
| 7.º | Patrick Schelling | Team Vorarlberg-Santic        | + 14 s           |
| 8.º | Simone Velasco    | Wilier Triestina-Selle Italia | + 17 s           |
| 9.º | Benjamín Prades   | Team Ukyo                     | + 17 s           |
| 10.º | Gordian Banzer    | Suiza                         | + 17 s           |

### 8.ª etapa
| Foluo - Changjiang | etapa de media montaña | (197,2 km) |

| \| Clasificación de la etapa \| Clasificación de la etapa \| Clasificación de la etapa \| Clasificación de la etapa \| Clasificación de la etapa \| \| Ciclista \| Ciclista \| Equipo \| Tiempo \| \| \| ------------------------- \| ------------------------- \| ---------------------------- \| ------------------------- \| ------------------------- \| \| 1.º \| Fausto Masnada \| Androni Giocattoli-Sidermec \| 4 h 55 min 02 s \| \| \| 2.º \| Gino Mäder \| Suiza \| + 5 s \| \| \| 3.º \| Julien El Fares \| Delko-Marseille Provence-KTM \| + 6 s \| \| \| 4.º \| Lyu Xianjing \| Hengxiang Cycling Team \| + 6 s \| \| \| 5.º \| Matteo Badilatti \| Israel Cycling Academy \| + 14 s \| \| \| 6.º \| Benjamín Prades \| Team Ukyo \| + 44 s \| \| \| 7.º \| Adne van Engelen \| Bike Aid \| + 44 s \| \| \| 8.º \| Patrick Schelling \| Team Vorarlberg-Santic \| + 46 s \| \| \| 9.º \| Clément Carisey \| Israel Cycling Academy \| + 50 s \| \| \| 10.º \| Artiom Ovechkin \| Terengganu Cycling Team \| + 56 s \| \| |                   |                              |                 |
| |                   |                              |                 |
| Fuente: ProCyclingStats |                   |                              |                 |
| Clasificación de la etapa |                   |                              |                 |
| Ciclista | Ciclista          | Equipo                       | Tiempo          |
| 1.º | Fausto Masnada    | Androni Giocattoli-Sidermec  | 4 h 55 min 02 s |
| 2.º | Gino Mäder        | Suiza                        | + 5 s           |
| 3.º | Julien El Fares   | Delko-Marseille Provence-KTM | + 6 s           |
| 4.º | Lyu Xianjing      | Hengxiang Cycling Team       | + 6 s           |
| 5.º | Matteo Badilatti  | Israel Cycling Academy       | + 14 s          |
| 6.º | Benjamín Prades   | Team Ukyo                    | + 44 s          |
| 7.º | Adne van Engelen  | Bike Aid                     | + 44 s          |
| 8.º | Patrick Schelling | Team Vorarlberg-Santic       | + 46 s          |
| 9.º | Clément Carisey   | Israel Cycling Academy       | + 50 s          |
| 10.º | Artiom Ovechkin   | Terengganu Cycling Team      | + 56 s          |

| \| Clasificación general \| Clasificación general \| Clasificación general \| Clasificación general \| Clasificación general \| \| Ciclista \| Ciclista \| Equipo \| Tiempo \| \| \| --------------------- \| --------------------- \| ----------------------------- \| --------------------- \| --------------------- \| \| 1.º \| Fausto Masnada \| Androni Giocattoli-Sidermec \| 31 h 16 min 18 s \| \| \| 2.º \| Gino Mäder \| Suiza \| + 2 s \| \| \| 3.º \| Julien El Fares \| Delko-Marseille Provence-KTM \| + 10 s \| \| \| 4.º \| Patrick Schelling \| Team Vorarlberg-Santic \| + 56 s \| \| \| 5.º \| Benjamín Prades \| Team Ukyo \| + 57 s \| \| \| 6.º \| Lyu Xianjing \| Hengxiang Cycling Team \| + 59 s \| \| \| 7.º \| Matteo Badilatti \| Israel Cycling Academy \| + 1 min 07 s \| \| \| 8.º \| Simone Velasco \| Wilier Triestina-Selle Italia \| + 1 min 11 s \| \| \| 9.º \| Rodrigo Araque \| Team Ukyo \| + 1 min 14 s \| \| \| 10.º \| Roland Thalmann \| Team Vorarlberg-Santic \| + 1 min 20 s \| \| |                   |                               |                  |
| |                   |                               |                  |
| Fuente: ProCyclingStats |                   |                               |                  |
| Clasificación general |                   |                               |                  |
| Ciclista | Ciclista          | Equipo                        | Tiempo           |
| 1.º | Fausto Masnada    | Androni Giocattoli-Sidermec   | 31 h 16 min 18 s |
| 2.º | Gino Mäder        | Suiza                         | + 2 s            |
| 3.º | Julien El Fares   | Delko-Marseille Provence-KTM  | + 10 s           |
| 4.º | Patrick Schelling | Team Vorarlberg-Santic        | + 56 s           |
| 5.º | Benjamín Prades   | Team Ukyo                     | + 57 s           |
| 6.º | Lyu Xianjing      | Hengxiang Cycling Team        | + 59 s           |
| 7.º | Matteo Badilatti  | Israel Cycling Academy        | + 1 min 07 s     |
| 8.º | Simone Velasco    | Wilier Triestina-Selle Italia | + 1 min 11 s     |
| 9.º | Rodrigo Araque    | Team Ukyo                     | + 1 min 14 s     |
| 10.º | Roland Thalmann   | Team Vorarlberg-Santic        | + 1 min 20 s     |

### 9.ª etapa
| Changjiang - Danzhou | etapa escarpada | (181,9 km) |

| \| Clasificación de la etapa \| Clasificación de la etapa \| Clasificación de la etapa \| Clasificación de la etapa \| Clasificación de la etapa \| \| Ciclista \| Ciclista \| Equipo \| Tiempo \| \| \| ------------------------- \| ------------------------- \| ------------------------------- \| ------------------------- \| ------------------------- \| \| 1.º \| Simon Pellaud \| Suiza \| 4 h 10 min 53 s \| \| \| 2.º \| Peter Schulting \| Monkey Town Continental \| + 5 s \| \| \| 3.º \| Lorenzo Rota \| Bardiani CSF \| + 5 s \| \| \| 4.º \| Alan Marangoni \| Nippo-Vini Fantini-Europa Ovini \| + 5 s \| \| \| 5.º \| Edwin Parra \| Ningxia Sports Lottery-Livall \| + 5 s \| \| \| 6.º \| Harry Sweeny \| Mitchelton-BikeExchange \| + 5 s \| \| \| 7.º \| Jakub Mareczko \| Wilier Triestina-Selle Italia \| + 10 s \| \| \| 8.º \| Andrea Guardini \| Bardiani CSF \| + 10 s \| \| \| 9.º \| Imerio Cima \| Nippo-Vini Fantini-Europa Ovini \| + 10 s \| \| \| 10.º \| Luca Pacioni \| Wilier Triestina-Selle Italia \| + 10 s \| \| |                 |                                 |                 |
| |                 |                                 |                 |
| Fuente: ProCyclingStats |                 |                                 |                 |
| Clasificación de la etapa |                 |                                 |                 |
| Ciclista | Ciclista        | Equipo                          | Tiempo          |
| 1.º | Simon Pellaud   | Suiza                           | 4 h 10 min 53 s |
| 2.º | Peter Schulting | Monkey Town Continental         | + 5 s           |
| 3.º | Lorenzo Rota    | Bardiani CSF                    | + 5 s           |
| 4.º | Alan Marangoni  | Nippo-Vini Fantini-Europa Ovini | + 5 s           |
| 5.º | Edwin Parra     | Ningxia Sports Lottery-Livall   | + 5 s           |
| 6.º | Harry Sweeny    | Mitchelton-BikeExchange         | + 5 s           |
| 7.º | Jakub Mareczko  | Wilier Triestina-Selle Italia   | + 10 s          |
| 8.º | Andrea Guardini | Bardiani CSF                    | + 10 s          |
| 9.º | Imerio Cima     | Nippo-Vini Fantini-Europa Ovini | + 10 s          |
| 10.º | Luca Pacioni    | Wilier Triestina-Selle Italia   | + 10 s          |

## Clasificaciones finales
Las clasificaciones finalizaron de la siguiente forma:

### Clasificación general
| \| Clasificación general \| Clasificación general \| Clasificación general \| Clasificación general \| Clasificación general \| \| Ciclista \| Ciclista \| Equipo \| Tiempo \| \| \| --------------------- \| --------------------- \| ----------------------------- \| --------------------- \| --------------------- \| \| 1.º \| Fausto Masnada \| Androni Giocattoli-Sidermec \| 35 h 27 min 21 s \| \| \| 2.º \| Gino Mäder \| Suiza \| + 2 s \| \| \| 3.º \| Julien El Fares \| Delko-Marseille Provence-KTM \| + 10 s \| \| \| 4.º \| Patrick Schelling \| Team Vorarlberg-Santic \| + 56 s \| \| \| 5.º \| Lyu Xianjing \| Hengxiang Cycling Team \| + 59 s \| \| \| 6.º \| Benjamín Prades \| Team Ukyo \| + 1 min 02 s \| \| \| 7.º \| Simone Velasco \| Wilier Triestina-Selle Italia \| + 1 min 11 s \| \| \| 8.º \| Matteo Badilatti \| Israel Cycling Academy \| + 1 min 12 s \| \| \| 9.º \| Rodrigo Araque \| Team Ukyo \| + 1 min 19 s \| \| \| 10.º \| Roland Thalmann \| Team Vorarlberg-Santic \| + 1 min 20 s \| \| |                   |                               |                  |
| |                   |                               |                  |
| Fuente: ProCyclingStats |                   |                               |                  |
| Clasificación general |                   |                               |                  |
| Ciclista | Ciclista          | Equipo                        | Tiempo           |
| 1.º | Fausto Masnada    | Androni Giocattoli-Sidermec   | 35 h 27 min 21 s |
| 2.º | Gino Mäder        | Suiza                         | + 2 s            |
| 3.º | Julien El Fares   | Delko-Marseille Provence-KTM  | + 10 s           |
| 4.º | Patrick Schelling | Team Vorarlberg-Santic        | + 56 s           |
| 5.º | Lyu Xianjing      | Hengxiang Cycling Team        | + 59 s           |
| 6.º | Benjamín Prades   | Team Ukyo                     | + 1 min 02 s     |
| 7.º | Simone Velasco    | Wilier Triestina-Selle Italia | + 1 min 11 s     |
| 8.º | Matteo Badilatti  | Israel Cycling Academy        | + 1 min 12 s     |
| 9.º | Rodrigo Araque    | Team Ukyo                     | + 1 min 19 s     |
| 10.º | Roland Thalmann   | Team Vorarlberg-Santic        | + 1 min 20 s     |

### Clasificación por puntos
| Clasificación por puntos | Clasificación por puntos | Clasificación por puntos        | Clasificación por puntos | Clasificación por puntos |
| Ciclista                 | Ciclista                 | Equipo                          | Puntos                   |                          |
| ------------------------ | ------------------------ | ------------------------------- | ------------------------ | ------------------------ |
| 1.º                      | Raymond Kreder           | Team Ukyo                       | 90 pts                   |                          |
| 2.º                      | Manuel Belletti          | Androni Giocattoli-Sidermec     | 72 pts                   |                          |
| 3.º                      | Imerio Cima              | Nippo-Vini Fantini-Europa Ovini | 64 pts                   |                          |
| 4.º                      | Andrea Guardini          | Bardiani CSF                    | 61 pts                   |                          |
| 5.º                      | Jannik Steimle           | Team Vorarlberg-Santic          | 59 pts                   |                          |
| 6.º                      | Dylan Page               | Suiza                           | 58 pts                   |                          |
| 7.º                      | Marco Benfatto           | Androni Giocattoli-Sidermec     | 53 pts                   |                          |
| 8.º                      | André Looij              | Monkey Town Continental         | 47 pts                   |                          |
| 9.º                      | Jakub Mareczko           | Wilier Triestina-Selle Italia   | 38 pts                   |                          |
| 10.º                     | Guillaume Boivin         | Israel Cycling Academy          | 34 pts                   |                          |

### Clasificación de la montaña
| Clasificación de la montaña | Clasificación de la montaña | Clasificación de la montaña  | Clasificación de la montaña | Clasificación de la montaña |
| Ciclista                    | Ciclista                    | Equipo                       | Puntos                      |                             |
| --------------------------- | --------------------------- | ---------------------------- | --------------------------- | --------------------------- |
| 1.º                         | Lyu Xianjing                | Hengxiang Cycling Team       | 37 pts                      |                             |
| 2.º                         | Gatis Smukulis              | Delko-Marseille Provence-KTM | 22 pts                      |                             |
| 3.º                         | Gino Mäder                  | Suiza                        | 22 pts                      |                             |
| 4.º                         | Julien El Fares             | Delko-Marseille Provence-KTM | 21 pts                      |                             |
| 5.º                         | Fausto Masnada              | Androni Giocattoli-Sidermec  | 18 pts                      |                             |
| 6.º                         | Roland Thalmann             | Team Vorarlberg-Santic       | 11 pts                      |                             |
| 7.º                         | Stefan Bissegger            | Suiza                        | 10 pts                      |                             |
| 8.º                         | Davide Orrico               | Team Vorarlberg-Santic       | 6 pts                       |                             |
| 9.º                         | Benjamín Prades             | Team Ukyo                    | 6 pts                       |                             |
| 10.º                        | Itamar Einhorn              | Israel Cycling Academy       | 6 pts                       |                             |

## Evolución de las clasificaciones
| Etapa                   | Vencedor                | Clasificación general | Clasificación por puntos | Clasificación de la montaña | Premio de la combatividad | Clasificación del mejor asiático | Clasificación por equipos   |
| ----------------------- | ----------------------- | --------------------- | ------------------------ | --------------------------- | ------------------------- | -------------------------------- | --------------------------- |
| 1.ª                     | Jakub Mareczko          | Jakub Mareczko        | Jakub Mareczko           | no otorgado                 | Ivar Slik                 | Zheng Zhang                      | Androni Giocattoli-Sidermec |
| 2.ª                     | Lucas Carstensen        | Dylan Page            | Dylan Page               | Peter Schulting             | Fausto Masnada            | Zheng Zhang                      | Androni Giocattoli-Sidermec |
| 3.ª                     | Manuel Belletti         | Dylan Page            | Dylan Page               | Peter Schulting             | Tyler Williams            | Nur Amirul Fakhruddin Mazuki     | Androni Giocattoli-Sidermec |
| 4.ª                     | Andrea Guardini         | Dylan Page            | Dylan Page               | Peter Schulting             | Yikui Niu                 | Zheng Zhang                      | Androni Giocattoli-Sidermec |
| 5.ª                     | Manuel Belletti         | Manuel Belletti       | Raymond Kreder           | Xianjing Lyu                | Davide Orrico             | Nur Amirul Fakhruddin Mazuki     | Androni Giocattoli-Sidermec |
| 6.ª                     | Gino Mäder              | Raymond Kreder        | Raymond Kreder           | Xianjing Lyu                | Gatis Smukulis            | Xianjing Lyu                     | Ukyo                        |
| 7.ª                     | Marco Benfatto          | Raymond Kreder        | Raymond Kreder           | Xianjing Lyu                | Jason Lea                 | Xianjing Lyu                     | Ukyo                        |
| 8.ª                     | Fausto Masnada          | Fausto Masnada        | Raymond Kreder           | Xianjing Lyu                | Peter Schulting           | Xianjing Lyu                     | Ukyo                        |
| 9.ª                     | Simon Pellaud           | Fausto Masnada        | Raymond Kreder           | Xianjing Lyu                | Alan Marangoni            | Xianjing Lyu                     |                             |
| Clasificaciones finales | Clasificaciones finales | Fausto Masnada        | Raymond Kreder           | Xianjing Lyu                |                           | Xianjing Lyu                     |                             |